# Consejo Provincial de la Juventud de Valladolid

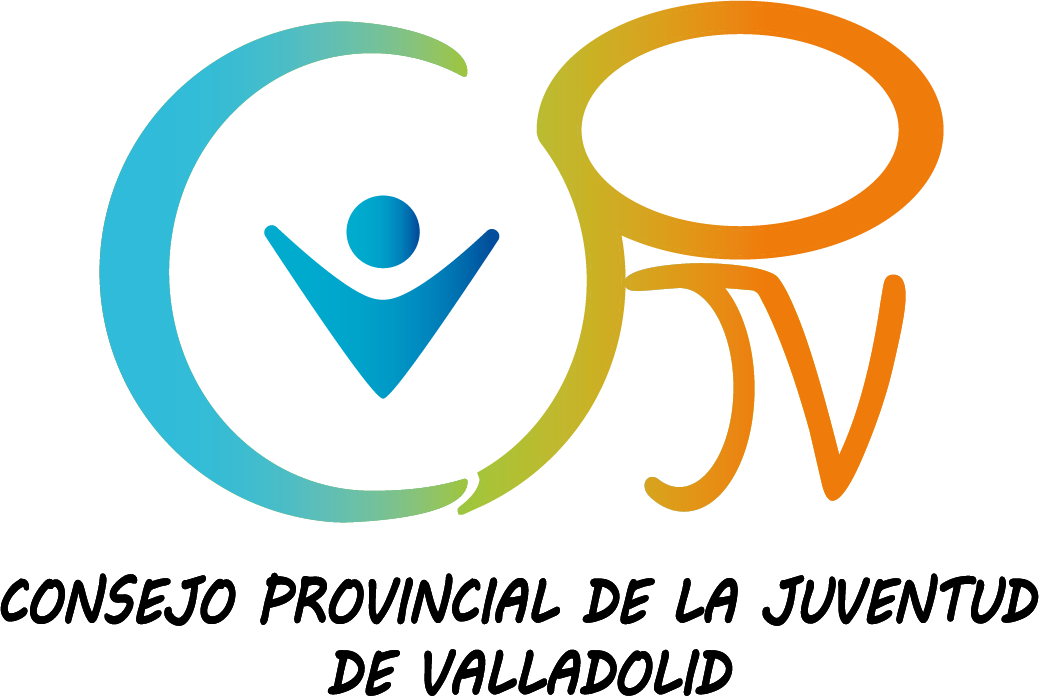
Logo del Consejo Provincial de la Juventud de Valladolid (Creado y cedido por orion.360_agency)

El Consejo Provincial de la Juventud de Valladolid (CPJV) es una idea común de las Asociaciones y Colectivos Juveniles del Medio Rural de la provincia de Valladolid que aglutina todos sus recursos y necesidades y se instituye como interlocutor representativo de la Juventud de los municipios de la provincia de Valladolid ante las entidad públicas.

## Fines del CPJV
- Ofrecer un cauce que posibilite la participación de la juventud definiendo sus derechos e intereses en el desarrollo social, económico, cultural y político de la provincia de Valladolid.
- Promover la creación de Consejos Locales y Comarcales de Juventud, fomentar el asociacionismo juvenil así como las actividades de tipo intercultural y la creación de estructuras estables que sirvan de cauce de participación de los jóvenes, difundiendo y propiciando la convivencia democrática, el pluralismo y el respeto a los derechos humanos, fortaleciendo y afianzando el conocimiento, la difusión y potenciación de las manifestaciones y actividades de los y las jóvenes de los municipios de la Provincia de Valladolid.
- Conservar, dar a conocer y defender el patrimonio cultural y social de los municipios de la provincia de Valladolid.
- Promover la cooperación juvenil regional, nacional e internacional para fomentar las actividades tendentes a la consecución de la paz, la conservación del medio y para cualquier otra materia relacionada con la juventud y su problemática.

## Objetivos estratégicos del CPJV
- Canalizar las propuestas de los jóvenes hacia la administración y hacia la propia sociedad potenciando el papel del CPJV como interlocutor de los jóvenes de Valladolid.
- Enfocar el trabajo de las áreas del CPJV al análisis de las necesidades y problemas de todos los jóvenes de nuestra provincia.
- Promover nuevos servicios y áreas de actuación para reforzar el trabajo de las organizaciones juveniles.
- Elaborar estrategias de promoción del asociacionismo y del relevo generacional dentro de las asociaciones y en colaboración con las administraciones públicas.

## Entidades Miembro del CPJV
Actualmente el Consejo Provincial de la Juventud de Valladolid tiene actualmente 23 asociaciones y entidades juveniles repartidas por la provincia de Valladolid:
- Asociación Juvenil de Alumnos del IESO Cigales (AJAC Cigales).
- Asociación Juvenil Arriba la Viga.
- Asociación Juvenil La Pedraja.
- Asociación Juvenil de Pedrajas.
- Asociación Juvenil La Quinta Joven.
- Asociación Juvenil Viana Joven.
- Asociación Juvenil OliDuero.
- Asociación Juvenil Villamarciel.
- Asociación Juvenil La Revuelta.
- Asociación Juvenil Balhondo.
- Asociación Juvenil Villanueva de Duero.
- Asociación Juvenil Villa de Alcor.
- Asociación Juvenil ACTIRURAL.JOV
- Asociación Juvenil Alon.
- Asociación Juventud Taurina Valladolid.
- Centro Juvenil A. Garcia.
- Iberians Gaming.
- Asociación ProJoven.
- Fundación Triángulo Castilla y León.
- Cruz Roja Juventud Valladolid.
- Izquierda Unida Jóvenes Valladolid.
- Juventudes Socialistas de Valladolid (JSE Valladolid).
- Nuevas Generaciones de Valladolid (NNGG Valladolid).